# Estação El Rosario
A Estação El Rosario é uma das estações do Metrô da Cidade do México, situada na Cidade do México, entre a Estação Tezozómoc e a Estação Aquiles Serdán. Administrada pelo Sistema de Transporte Colectivo, é uma das estações terminais da Linha 6 e da Linha 7.
Foi inaugurada em 21 de dezembro de 1983. Localiza-se no cruzamento da Avenida El Rosario com a Rua Tierra Colorada. Atende o bairro El Rosario, situado na demarcação territorial de Azcapotzalco. A estação registrou um movimento de 20.343.288 passageiros em 2016.